# Noctua warreni
Noctua warreni är en fjärilsart som beskrevs av Martin Lödl 1987. Noctua warreni ingår i släktet Noctua och familjen nattflyn. Inga underarter finns listade i Catalogue of Life.